# 윌리엄 피트 (1759년)

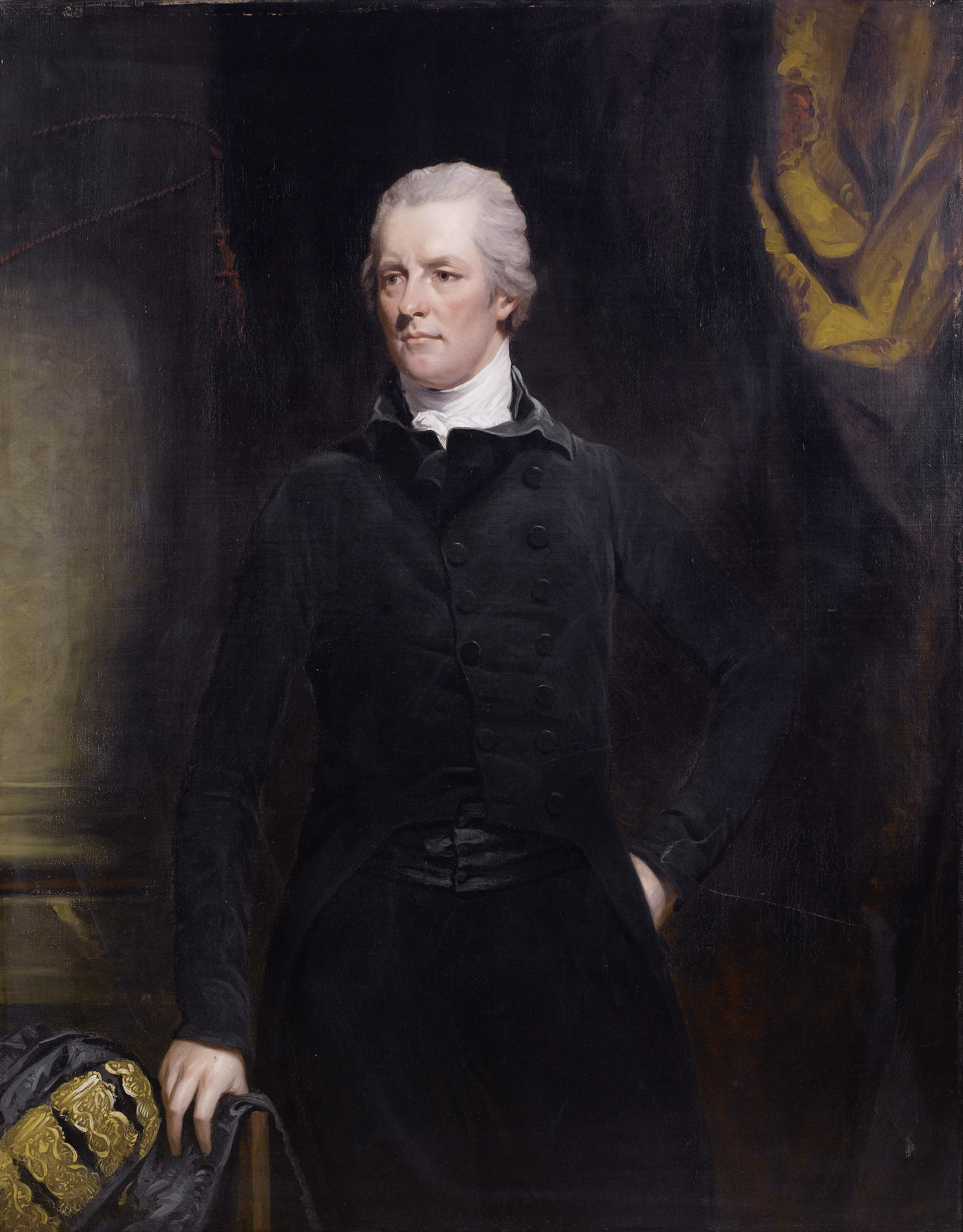
소 피트의 초상화

윌리엄 피트(William Pitt, 1759년 5월 28일 ~ 1806년 1월 23일)는 영국의 정치인이다. 대 피트(William Pitt the Elder)의 둘째 아들로 아버지와의 구분을 위해 소 피트(the Younger)라고 불린다.

## 정치활동
토리당의 즉 영국보수당의 당수로서 1783년 24세의 나이에 영국의 수상이 되었다.
신흥계급출신의 청년수상으로 재정의 건전화 및 관세의 경감에 의한 산업진흥을 실행했고, 의회제도의 개혁과 노예제도의 폐지를 제창하는 등, 이른바 신토리주의에 의한 토리당으로부터의 탈피에 노력했다. 프랑스대혁명이 발발하자 혁명의 파급을 방지하려는 중심인물이 되어 대프랑스 동맹을 지도하며, 국내에서의 혁명적 태동을 고소득층들에게 소득세를 과세하는 누진소득세로써 발생한 세수를 빈곤층들의 복지에 사용함으로써 억제했다. 즉 복지국가는 일부의 잘못된 지식과 달리 진보가 아닌 보수가 혁명을 미리 막기 위해 주도하였다. 1801년 수상직에서 물러났으나 1804년 다시 선임되어 사망할 때까지 역임하였고, 재무장관을 겸직하기도 하였다. 피트가 재임한 조지 3세의 재위 기간 동안 유럽에서는 프랑스 혁명, 나폴레옹 전쟁과 같은 큰 사건들이 있었다.

## 생애
피트는 켄트주의 하이즈에서 윌리엄 피트의 둘째 아들로 태어났다. 어린 시절에는 병약하였다.
케임브리지 대학교 펨브로크 컬리지를 졸업하고 변호사가 되었고, 정계에 진출해 1781년 22세에는 하원 의원이 되었으며 1782년 재무장관이 되었다. 1783년 24세에 최연소 수상이 되었다. 하원의 반대당은 그를 무시해 비웃었으나 피트는 1784년 총선거에서 크게 이긴 후, 17년 동안 정권을 잡았다. 피트는 미국 독립 전쟁 후 영국의 경제를 재건하는 데 힘썼으며 자유 무역주의를 존중하여 시민 계급의 지지를 받아 정권의 안정을 도모했다.
1789년 프랑스 혁명이 일어나자 피트는 '대 프랑스 동맹'의 중심이 되어 국내의 개혁 운동을 눌렀으나, 1801년 잠시 물러났다가 새 정부의 실패로 1804년 다시 수상이 되었다. 그러나 거국 일치 내각은 성공하지 못하고, 아우스터리츠 전투에서 패배하며 큰 타격을 받았다.
1788년, 노예무역 검토를 위한 자문위원회를 설치하며 영국의 흑인노예제 폐지에 앞장섰다. 그러나 결과를 보지 못하고 사망했다. 그의 대학동창이자 친구인 윌리엄 윌버포스의 노력으로 1807년에 노예무역금지법이 국회에서 통과 되었고, 1833년에는 대영제국내 노예제가 완전히 폐지되는 법안이 발효된후 다음해 노예제는 완전히 폐지되었다.